# Flassan
Flassan è un comune francese di 426 abitanti situato nel dipartimento di Vaucluse, della regione della Provenza-Alpi-Costa Azzurra.

## Società

### Evoluzione demografica
Abitanti censiti